# ليلا ميد فالانتاين
ليلا ميد فالانتاين (بالإنجليزية: Lila Meade Valentine)، قبل الزواج هارداواي ميد، (4 فبراير 1865-14 يوليو 1921) مصلحة تعليمية في فرجينيا، ومناصرة للرعاية الصحية وواحدة من القادة الرئيسيين لإسهامات ولايتها في حركة تصويت النساء في الولايات المتحدة. عملت على تحسين التعليم العام عبر مشاركتها في تأسيس جمعية ريتشموند التعليمية وقيادتها، ودعمت الصحة العامة عبر تأسيس جمعية الممرضات الزائرات التثقيفية، التي ساعدت من خلالها في القضاء على مرض السل في منطقة ريتشموند.
شاركت فالانتاين في تأسيس رابطة المساواة في التصويت في فرجينيا، وعملت كأول رئيس لها. في ظل قيادتها، بدأت الرابطة بحملة لتثقيف مواطني فرجينيا والمشرعين حول موضوع حق المرأة بالتصويت وطرحت القضية على الجمعية العامة ثلاث مرات بين عامي 1912 و1916. في غضون 10 سنوات من تأسيسها، أصبحت رابطة المساواة في التصويت في فرجينيا أكبر منظمة سياسية في الولاية.
حين باءت جهود فالانتاين التشريعية بالفشل على مستوى الولاية، ركزت انتباهها على قبول التعديل التاسع عشر، وشهدت تحوله لقانون قبل وفاتها بفترة وجيزة.

## حياتها المبكرة وتعليمها وزواجها
ولدت ليلا ميد فالانتاين بصفتها ليلا ماي هارداواي ميد في ريتشموند، فرجينيا، في 4 فبراير 1865، كانت الابنة الثانية في عائلة من خمسة أطفال للأبوين ريتشارد هارداواي ميد وجين كاترين «كيت» فونتين ميد. كان والدها المؤسس الشريك لعطارة ميد وبيكر، التي أصبحت أكبر عطارة في مدينة ريتشموند.
كانت فالانتاين قارئة متعطشة وقضت ساعات في مكتبة والدها. كانت عائلتها ميسورة الحال ووفرت لها تعليمًا رسميًا يتناسب مع مكانتها المجتمعية، لكنها رغبت في الالتحاق بالجامعة. لم تقبل معظم جامعات فرجينيا النساء آنذاك، ولم تكن فالانتاين لتحصل على شهادة إطلاقًا.
في 25 أكتوبر 1886، بلغت سن 21، وتزوجت بنجامين باتشيلدر فالانتاين في الكنيسة الأسقفية الأثرية. كان بنجامين، المعروف باسم بي. بي. مصرفيًا، ومديرًا تنفيذيًا للتأمين، وكاتبًا، وعضوًا في عائلة فالانتاين الناجحة؛ تبرع والده مان إس. فالانتاين الثاني في نهاية المطاف بأموال لتأسيس متحف ذا فالانتاين. كان زواجها سعيدًا، ودعم بي. بي. بنشاط أعمال الدفاع الخاصة بزوجته وساعدها أيضًا على استكمال تعليمها عبر توظيف معلمين خصوصيين من جامعة فرجينيا وجامعة ريتشموند.
تحدت فالانتاين الأعراف المجتمعية آنذاك بعدم استخدام اسم زواجها، السيدة بي. بي. فالانتاين، عند كتابة الرسائل.
أنجبت من زوجها مولودًا ميتًا في عام 1888 ولم يكن لديهما أطفال على قيد الحياة. لم تستعد صحتها بالكامل بعد الولادة والجراحة اللاحقة؛ عانت من نوبات عسر الهضم والصداع النصفي لبقية حياتها.

## الدعوة والإصلاح

### إصلاح التعليم
في عام 1892، شرعت فالانتاين بإقامة طويلة في الخارج. كان على بي. بي. التزامات تجارية في إنجلترا، وأمل في أن يؤدي تغيير المكان إلى تحسين صحة زوجته ومزاجها؛ لم يسمح لها مرضها أن تكون نشطة كما كانت تود. أثناء وجودها في إنجلترا، أُلهمَت فالانتاين بأفكار الليبرالية الغلادستونية، وأحاطت علمًا بكيفية مشاركة المرأة في إصلاح المجتمع البريطاني. عادت إلى ريتشموند مستعدةً للقتال من أجل التعليم الشامل.

#### جمعية ريتشموند التعليمية
ردًا على عدم المساواة التي رأتها في نظام التعليم في فرجينيا، عملت فالانتاين مع ناشطين آخرين في منطقة ريتشموند أمثال ماري كوك برانش مانفورد للمشاركة في تأسيس جمعية ريتشموند التعليمية (آر إي آيه)؛ وذلك في منزل فالانتاين عام 1900. تمثلت مهمة جمعية ريتشموند التعليمية في تحسين جودة المدارس العامة في المدينة والعمل على إزالة العقبات التي تمنع الأطفال الفقراء والأمريكيين من أصل أفريقي والإناث من الحصول على تعليم عالي الجودة.
شغلت فالانتاين منصب رئيس جمعية ريتشموند التعليمية بين عامي 1900 و1904، وخلال تلك الفترة قادت المنظمة مبادرات لتحسين تدريب المعلمين؛ وزيادة أجر المعلم؛ وإنشاء رياض الأطفال والتدريب المهني في مدارس المدينة؛ وبناء الملاعب العامة.
في عام 1901، أنشأت جمعية ريتشموند التعليمية مدرسة تدريب رياض الأطفال. واصلت المنظمة الضغط على مجلس مدينة ريتشموند لإنشاء برنامج رياض أطفال في مدارس المدينة. حين افتتحت روضة الأطفال الأولى عام 1903، أطلق عليها المجلس التعليمي لريتشموند اسم روضة فالانتاين على شرف ليلا ميد فالانتاين.
خلال فترة عملها كرئيسة لجمعية ريتشموند التعليمية، حملت فالانتاين، مع مانفورد، المسؤولية في استبدال المدرسة الثانوية الوحيدة في ريتشموند آنذاك، والتي لم تُجدد منذ إنشائها عام 1879. عبر التحدث عن المدرسة القذرة والخطيرة والموبوءة بالفئران، ودعوة المراسلين في جولة لتوثيق الظروف، ساعدت فالانتاين في تأمين اعتماد بقيمة 600,000 دولار لبناء مدرسة جورج مارشال الثانوية. افتتحت المدرسة في عام 1909 في الموقع الحالي لمحكمة جون مارشال في وسط مدينة ريتشموند.

## أعمالها الأخيرة وموتها وإرثها
في 10 يونيو 1919، وبعد أقل من أسبوع من قبول الكونغرس للتعديل التاسع عشر، توفي زوج فالانتاين، بي.بي.، بعد سلسلة من النوبات القلبية. عادت إلى نورث إيست هاربور، مين، مع اثنتين من شقيقاتها لبعض الوقت، لكنها وجدت الراحة في عملها على حق التصويت، ولاقت شغفًا جديدًا في تعليم النساء حول وظائف الحكومة. تواصلت مع جامعة فرجينيا واقترحت بنجاح مؤتمرًا لثلاثة أيام حول الحكومة موجهًا للنساء المحررات حديثًا، وانعقد في أبريل 1920 في شارلوتسفيل. من هناك بدأت العمل على منهج التربية المدنية للمؤسسات التعليمية العامة في فرجينيا.
في هذا الوقت، تدهورت صحة فالانتاين التي لطالما كانت ضعيفة. بحلول الوقت الذي حُصّل فيه حق التصويت، كانت تعاني مما وصفته إلين غلاسكو، وهي مشاركة في حركة حق التصويت وكاتبة، «مرضها الأخير». سجلت فالنتين لتصوّت من سريرها، لكنها كانت مريضة جدًا ولا تستطيع الذهاب إلى صناديق الاقتراع.
توفيت فالانتاين في الساعة 12:15 مساءً يوم 14 يوليو 1921 في مستشفى سانت لوك، دون أن تدلي بصوتها. وكانت تبلغ من العمر 56 عامًا.
أقيمت مراسم تأبين فالانتاين في الكنيسة الأسقفية الأثرية حيث تزوجت قبل 25 سنة؛ امتلأت الكنيسة بكل سعتها بالمراسم. عملت النساء كحاملات نعش شرفيات في جنازتها، وكانت المرة الأولى في تاريخ ريتشموند.
دُفنَت فالانتاين في مقبرة هوليوود بجوار زوجها بي.بي.
ترأست أديل غودمان كلارك، عضوة مشاركة بتأسيس رابطة المساواة في التصويت، مؤسسة ليلا ميد فالانتاين التذكارية عام 1927 بهدف تكريم فالانتاين في مبنى برلمان ولاية فرجينيا. وضعت الجمعية العامة صورة رخامية لفالانتاين ذات نقوش غائرة من عمل هارييت ويتني فريشموث، قدمتها مؤسسة ليلا ميد فالانتاين التذكارية، في مبنى برلمان ولاية فرجينيا عام 1936. وكانت أول امرأة تُكرَّم هناك.
في عام 2000، كُرِّمت فالانتاين من قبل مكتبة فرجينيا كجزء من افتتاح برنامج نساء فرجينيا في التاريخ.
يظهر اسم فالانتاين على حائط الشرف في نصب نساء فرجينيا، الواقع في ساحة مبنى البرلمان في ريتشموند.